# Estêvão Gomes da Costa
Estêvão Gomes da Costa, ou Estêvão da Costa, como também era conhecido, foi um dos primeiros povoadores do Brasil onde chegou em 1531 com a expedição de Martim Afonso de Sousa. 
Pedro Taques apresenta-o como natural de Barcelos, Portugal, e Senhor da Quinta da Costa . Teses recentes defendem que era cristão-novo e que chegou ao Brasil em companhia de dois irmãos, Luís Gomes da Costa e Martim da Costa.
A 31 de Dezembro de 1536 recebeu terras de sesmaria na ilha de Guaíbe concedidas por Gonçalo Monteiro, vigário e capitão-loco-tenente de Martim Afonso de Sousa, então já ausente na Índia.  A Ilha de Guaíbe, que mais tarde foi chamada de Santo Amaro de Guaíbe, foi descrita por Frei Gaspar da Madre de Deus como a ilha "onde é o Porto das Naus, defronte desta Ilha de SãoVicente, onde todos estamos (...) que é onde ancoram as náus quando vêm para este porto de São Vicente".  
Este lugar, a que se chamou durante muito tempo Ponta de Estêvão da Costa ou Barra de Estêvão da Costa, aparece claramente identificado como Fazenda de Estêvão da Costa num mapa de São Vicente de 1600 existente na Biblioteca da Ajuda em Lisboa. 
Estêvão da Costa casou com Isabel Lopes de Sousa, filha natural de Martim Afonso de Sousa, 1.° Donatário da Capitania de São Vicente e mais tarde Governador da Índia como descrito num  Processo de habilitação de genere et moribus de um seu descendente. Segundo o processo de habilitação citado teve pelo menos uma filha chamada Filipa Gomes da Costa, casada em São Vicente com Vasco Pires da Mota.